# بازگشت به زندگی (فیلم ۱۹۴۹)
بازگشت به زندگی (فرانسوی: Retour à la vie‎) فیلمی در ژانر درام به کارگردانی آنری-ژرژ کلوزو است که در سال ۱۹۴۹ منتشر شد. از بازیگران آن می‌توان به لویی ژووه و سرژ رجیانی اشاره کرد.